# Традвайф
Традвайф (от англ. tradwife, традиционная жена) — женщина, которая практикует и пропагандирует консервативное восприятие общества и традиционные гендерные роли. Часто традиционные жены отвергают карьеру и посвящают себя воспитанию детей и домохозяйству. Термин изначально появился в англоязычной прессе, описывая возросшее количество блогеров и медиа, которые проповедуют традиционную эстетику и распространяют через социальные сети достоинства консервативной семьи.

## Происхождение
Термин «tradwife» появился для описания блогеров, которые восторгались идеями традиционной жены. Хэштег #tradwife приобрел большую популярность в социальных сетях, особенно в TikTok. Многие блогеры с этим хэштегом стали популярными, благодаря видеороликам, в которых они выполняют домашнюю работу, такую как готовка, уборка и уход за детьми. Видео часто содержат эстетику, напоминающую домохозяйку 1950-х годов. Это представление социального идеала, в котором классический патриархат воплощается в жизни гетеросексуальных замужних женщин.
Идея «tradwife» родилась из-за количества женщин, которые чувствовали себя незамеченными четвертой волной феминизма, которая в основном концентрирует внимание на сексуальном насилии, однако была интерпретирована как в основном применимая к женщинам на рабочем месте.

## Эстетика традвайф
Субкультура традвайф основана на защите традиционных ценностей и, в частности, «традиционного» консервативного взгляда на жен как матерей и хранительниц домашнего очага. Изначально на истоки тренда оказали влияние американская культура 1950-х годов, христианские религиозные ценности и консервативная политика. Контент традвайф имеет тенденцию гламуризировать ретро-эстетику белых пригородов.

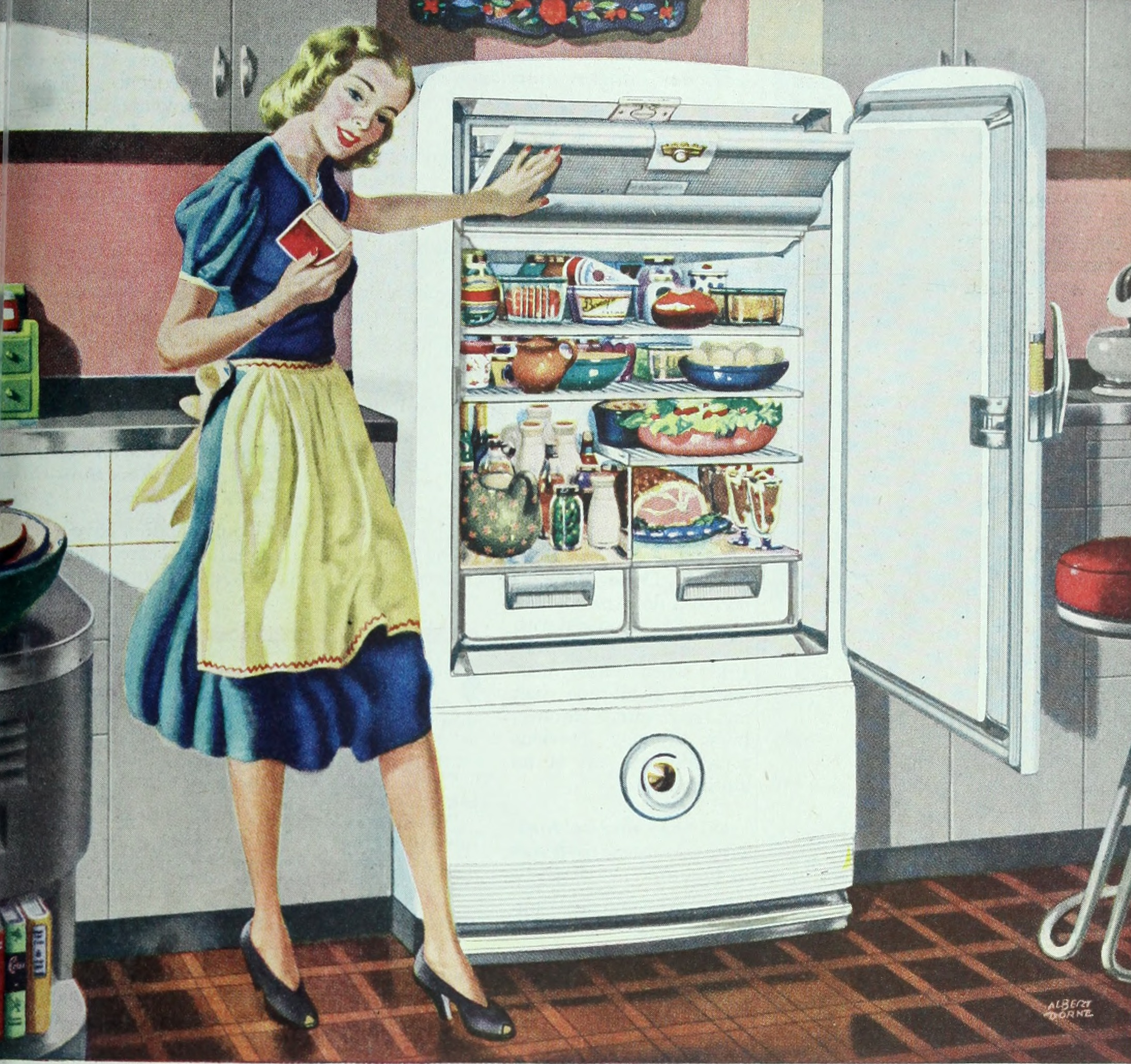
Традиционная жена 1940-х в рекламе холодильников

Множество платформ, в частности TikTok, Instagram и YouTube, используются для коммерциализации и распространения консервативных идеологий, лежащих в основе движения, а также для продвижения традиционных гетеросексуальных отношений.
Некоторые женщины, которые идентифицируют себя как традиционные жены, предпочитают разделение труда , при котором их муж управляет семейными финансами, в то время как они сосредоточены на управлении продуктами питания и домашними расходными материалами. Важный аспект традиционной жены — это красивый опрятный внешний вид и внешнее благополучие. Блоги «традиционных жён» объединяет красивая гармоничная картинка, рассказывающая о спокойном и размеренном быте.

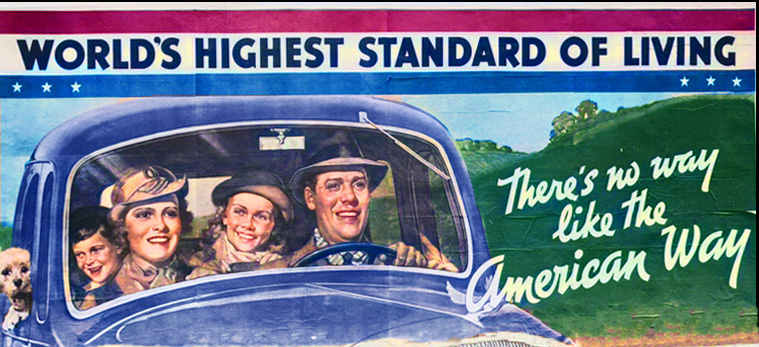
Традиционная семья (плакат 1937г.)

Социолог НИУ ВШЭ Игорь Олейников объясняет феномер традиционных жен: «Социальные лифты по всему миру ломаются, возможности для карьерного роста исчезают, одновременно требовательность рынка труда растет — в результате даже постоянное образование и усердная работа уже не могут дать человеку того уровня благосостояния, которое можно увидеть в фильмах и книгах конца прошлого века».

## Политический аспект
Идеология традиционных жен была взращена новыми консервативными политиками, изначально в США, а затем в Европе. Традвайф поддерживается видными правыми политиками и их женами. Правые, говоря о радикальном феминизме, утверждают, что он только усложнил жизнь современным женщинам и еще сильнее обозлил мужчин. Если ранее к девушке относились как к хрупкому созданию и возлагали надежды на выполнение лишь традиционных женских функций, то сейчас к этому добавились и поиск заработка, и выполнение тяжелой домашней работы. Хотя многие из «традиционных жен» напрямую не затрагивают политику в силу своей «аполитичности».